# Zacharie
Zacharie ist die französische Form des männlichen Vornamens Zacharias.

## Namensträger

### Vorname
- Zacharie Astruc (1833–1907), französischer Kunstkritiker, Journalist, Dichter, Komponist, Maler und Bildhauer
- Zacharie Boucher (* 1992), französischer Fußballtorwart
- Zacharie Le Rouzic (1864–1939), französischer Prähistoriker
- Zacharie Noah (1937–2017), französischer Fußballspieler
- Zacharie Noterman (1820–1890), belgischer Tiermaler und Radierer

### Familienname
- Philippe Zacharie (1849–1915), französischer Maler